# Kippenstaartbrood
Een kippenstaartbrood of kippenstaartbroodje is een Chinees gebak. Het komt oorspronkelijk uit Hongkong en werd in de jaren vijftig van de twintigste eeuw ontwikkeld tot wat het nu is. Het is heden verkrijgbaar in Chinese bakkerijen in China en Chinatowns. Waar de naam kippenstaartbrood vandaan komt weet niemand. Het klinkt wel vreemd omdat het broodje geheel vegetarisch is en dus geen kip bevat. Een kippenstaartbrood is zeer zoet van smaak en ziet er goudbruingebakken uit. Kippenstaartbrood werd ontwikkeld om het overgebleven gemalen suiker, gemalen kokosnoot en deeg ook te kunnen verkopen. Je zou dus kunnen zeggen dat het gemaakt is van restjes. De vulling van kippenstaartbrood is gemaakt van water, suiker en gemalen kokosnoot. Het broodje is gemaakt van deeg, dat ook gebruikt wordt voor het maken van tsaa siewbroodjes. De bovenkant van kippenstaartbrood krijgt een streep van gemalen kokosnoot en wordt besprenkeld met sesam. Kippenstaartbrood is iets kleiner dan een hand van een volwassene.

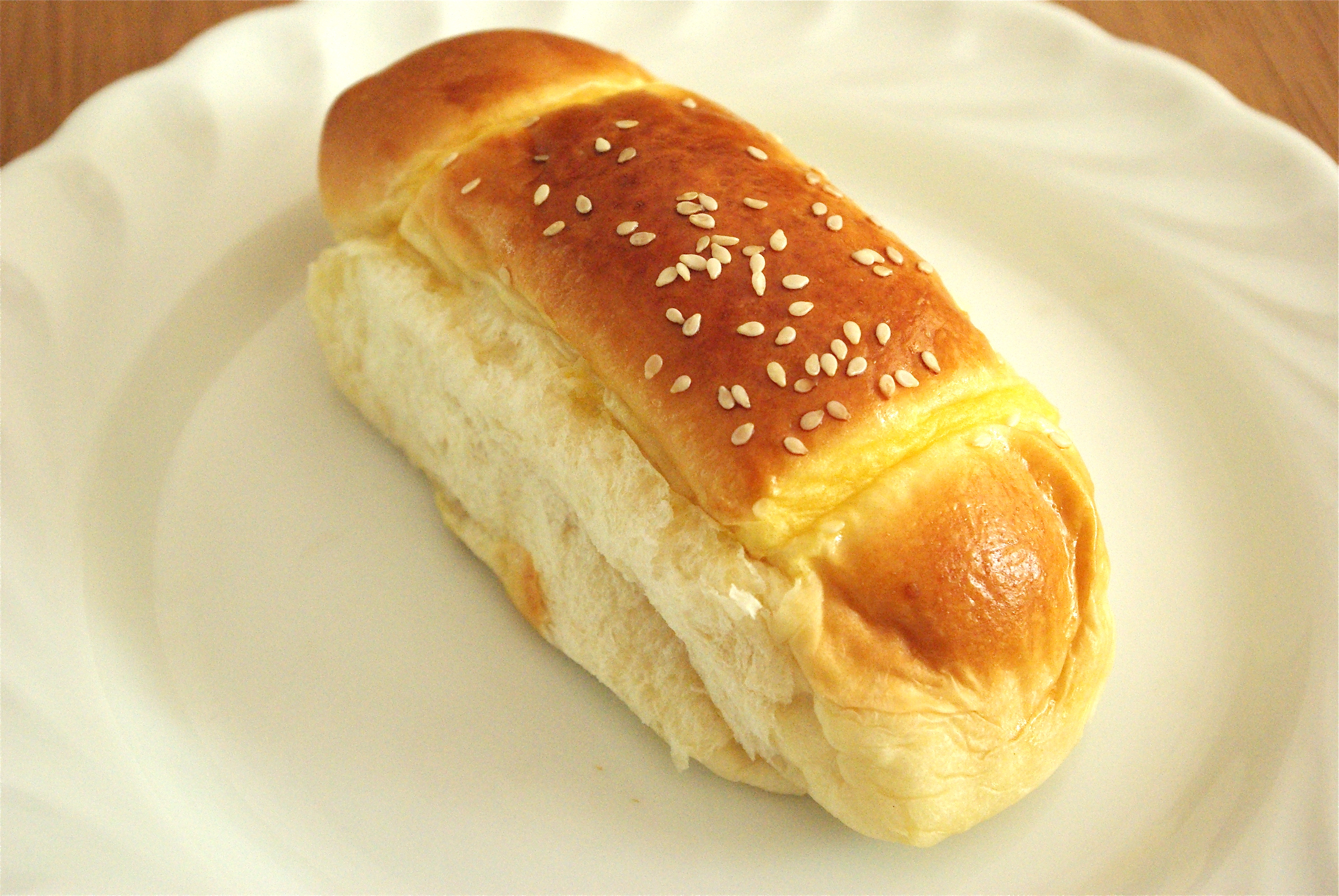
Een kippenstaartbroodje uit Hongkong
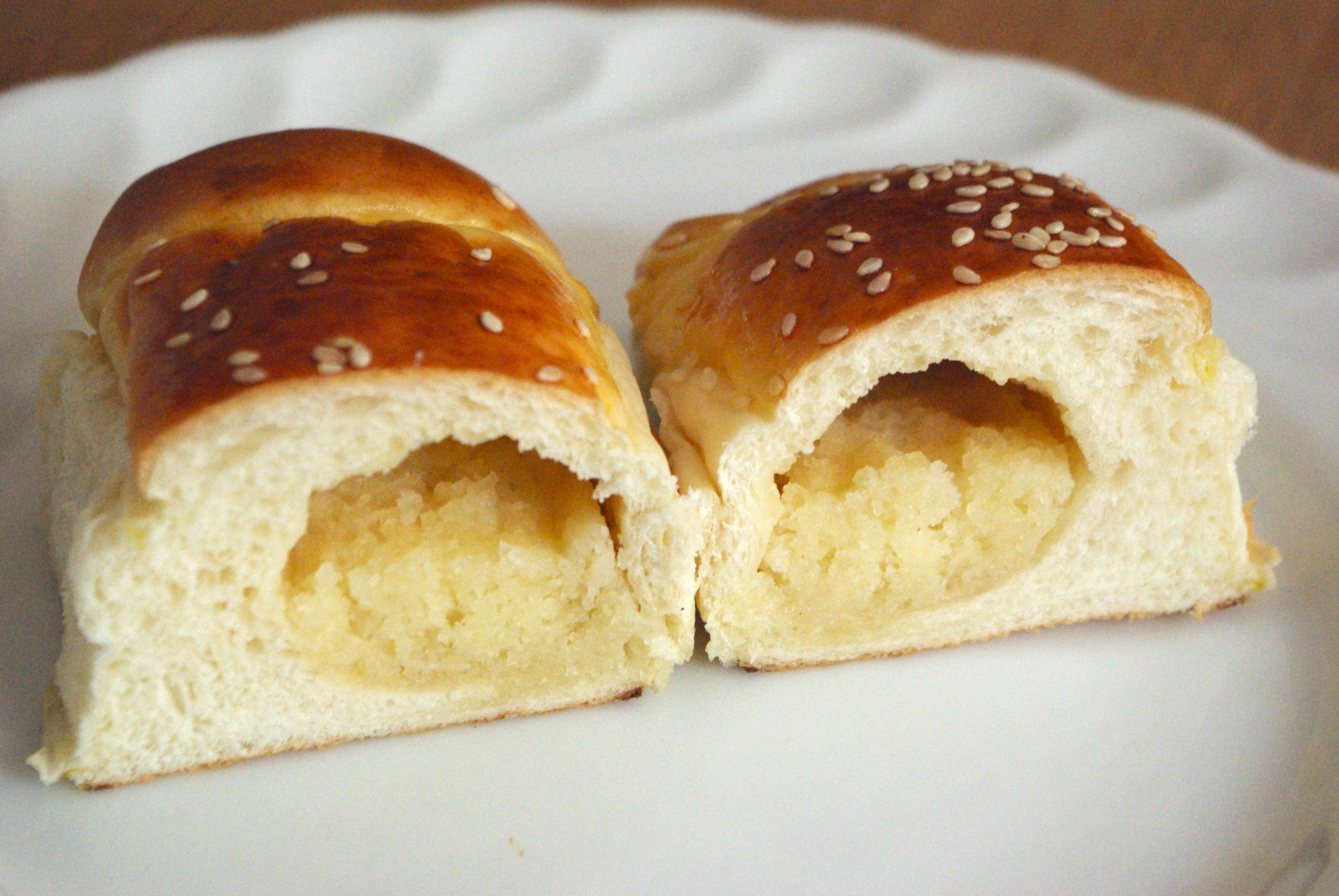
Doormidden gesneden